# Kop Nück
Kop Nück, auch Am Kopnück genannt, ist ein Wohnplatz, der zur Stadt Bad Münstereifel im nordrhein-westfälischen Kreis Euskirchen gehört.

## Geographische Lage
Kop Nück liegt 1,3 km südsüdwestlich von Mahlberg und 2 km (jeweils Luftlinie) südöstlich von Schönau, die ebenfalls zu Bad Münstereifel zählen. Es ist vom Schönauer Wald mit dem westlich gelegenen Berg Kopnück (514,4 m) umgeben. Etwas nördlich des auf rund 440 bis 460 m ü. NHN gelegenen Weilers verläuft im Tal des Krumesbachs von Esch, Mahlberg passierend, nach Schönau die Landesstraße 165, und etwas südlich grenzt Rheinland-Pfalz an.

## Sonstiges
Durch Kop Nück fährt das Linientaxi 891 der Regionalverkehr Köln (RVK). Die Grundschulkinder werden zur Gemeinschaftsschule nach Bad Münstereifel gebracht.